# Bardello
Bardello (Bardèl in dialetto varesotto) è una frazione  di 1 581 abitanti del comune di Bardello con Malgesso e Bregano, nella provincia di Varese in Lombardia.
Comune autonomo fino al 2022, dal 1º gennaio 2023 si è fuso con i comuni di Malgesso e Bregano per dare vita al nuovo comune di Bardello con Malgesso e Bregano.

## Geografia fisica

### Territorio
Il comune di Bardello si trova sulle Prealpi Varesine, il territorio è interamente collinare ed è bagnato dal lago di Varese. Il comune di Bardello è inoltre diviso dal comune di Gavirate dal fiume Bardello che è un emissario del Lago di Varese, esso sfocia nel Lago Maggiore nei pressi di Besozzo.

## Origini del nome
Il nome Bardello potrebbe avere due origini, la prima ipotesi è stata formulata dal linguista Dante Olivieri che sosteneva che il nome del paese derivasse dal latino Bardellum, quindi Bardo. La seconda ipotesi venne formulata da Luigi Brambilla che dichiarò che il nome Bardello derivasse dalla lingua celtica bar ("monte") e dello ("piccolo").

## Storia
Le prime tracce di civiltà nella zona di Bardello risalgono al Neolitico Inferiore (seconda metà del quinto millennio). Questa scoperta è stata effettuata grazie ai resti delle palafitte rinvenuti nella zona del lago. La città di Bardello era popolata anche in epoca romana, ciò è attestato da una necropoli presente nel comune.
In età Medioevale il comune di Bardello era soggetto al dominio Visconteo fino all'annessione nel XVII secolo nell'Impero spagnolo per poi passare sotto l'Impero Austro-Ungarico. Nella seconda metà del XIX secolo, il comune con tutta la Lombardia, venne annesso al Regno di Sardegna per poi diventare, nel 1861, Regno d'Italia.

### Simboli

Gonfalone del cessato comune di Bardello

Lo stemma e il gonfalone erano stati concessi con decreto del presidente della Repubblica del 2 dicembre 1998.
Il gonfalone era un drappo di giallo con la bordatura di rosso.

## Monumenti e luoghi d'interesse

### Chiesa di Santo Stefano
Chiesa del paese, costruita nella seconda metà del XVI secolo, conserva diversi affreschi in stile barocco.

### Convento
Descritto nei catasti storici come "casa a corte" destinato alla residenza, con annessi rustici e giardino, probabilmente nato come castello fortificato, nel 1700 apparteneva alla famiglia Besozzi divenuto poi sede del municipio e delle scuole. Ora è la casa delle suore missionarie di Nostra Signora degli Apostoli (proprietarie dal 1922).

## Società

### Evoluzione demografica
- 277 nel 1751
- 391 nel 1805
- 2 346 dopo annessione di Biandronno, Brebbia, Bregano, Malgesso e Olginasio nel 1809
- 637 nel 1853

Abitanti censiti

## Cultura

### Istruzione
A Bardello sono presenti le seguenti scuole:
- Scuola Elementare Statale "I. Molinari"
- Asilo infantile "Salvatore Sala"

## Infrastrutture e trasporti
Fra il 1914 e il 1940 Bardello ospitò una stazione e le officine sociali della tranvia Varese-Angera, gestita dalla Società Anonima Tramvie Orientali del Verbano (SATOV). La stessa struttura ospita ora la sede centrale delle Autolinee Varesine, principale compagnia di trasporto su gomma del Varesotto.

## Amministrazione
Bardello fu in provincia di Como dal 1801 al 1927.

### Sindaci
| Periodo         | Periodo          | Primo cittadino      | Partito                           | Carica           | Note |
| --------------- | ---------------- | -------------------- | --------------------------------- | ---------------- | ---- |
| 23 aprile 1995  | 13 giugno 1999   | Rinaldo Monciardini  | lista civica                      | Sindaco          |      |
| 13 giugno 1999  | 6 giugno 2009    | Valentino Del Grande | lista civica                      | Sindaco          |      |
| 7 giugno 2009   | 25 maggio 2014   | Paola Quinte'        | lista civica                      | Sindaco          |      |
| 25 maggio 2014  | 25 gennaio 2017  | Egidio Calvi         | lista civica Insieme per Bardello | Sindaco          |      |
| 25 gennaio 2017 | 11 giugno 2017   | Luciano Puggioni     | lista civica Insieme per Bardello | Vicesindaco f.f. |      |
| 11 giugno 2017  | 11 giugno 2022   | Luciano Puggioni     | lista civica Insieme per Bardello | Sindaco          |      |
| 12 giugno 2022  | 31 dicembre 2022 | Monica Maestroni     | lista civica Insieme per Bardello | Sindaco          |      |